# De Duifbrug
De Duifbrug, Duyfjesbrug of Duyfjessluis is een vaste brug in Amsterdam-Centrum.
Ze is gelegen in de oostelijke kade van de Reguliersgracht over de Prinsengracht. Ter plaatse aan de zuidkant van de Prinsengracht bestaat de gehele gevelwand uit gemeentelijke en rijksmonumenten, waarvan de bekendste de kerk De Duif uit 1857 is, de naamgever van de brug. Aan de overzijde van de Prinsengracht ligt de veel oudere Amstelkerk, eveneens rijksmonument. 

## Geschiedenis
Er ligt hier al eeuwen een brug. Op het door stadsarchitect Daniël Stalpaert gemaakte ontwerpgedeelte van zijn plattegrond uit 1662 is hier al een brug ingetekend, alhoewel de kavels nog niet bebouwd zijn. De Reguliers Graft kruist op die kaart de Prince Graft. Op de kaart van Frederik de Wit uit 1688 is wel bebouwing te zien. Ten noorden van de brug staat dan de Amstel Kerck, ontworpen door diezelfde Stalpaert. Jan de Beijer legde brug en Amstelkerk vast in een tekening van rond 1758. Er is dan een houten brug getekend op houten jukken, wellicht dezelfde houten brug, die te zien is op een plattegrond bij een bouwtekening in 1871 in een voorstudie van vervanging van die brug door een stenen brug met ijzeren liggers. Op 13 maart 1871 schreef de gemeente Amsterdam de aanbesteding uit voor het "maken van drie steenen bruggen met ijzeren leggers, houten dek en zinkbedekking ter vervanging van de vaste houten bruggen". Het is dan een plaat/liggerbrug uit de koker van Publieke Werken Amsterdam waar toen de architecten Bastiaan de Greef en Willem Springer werkten, hun handtekening is terug te vinden in de uitbouw van de toenmalige pijlers. Het was een enorme klus getuige de foto van de werkzaamheden te vinden op Beeldbank Amsterdam, alle drie de bruggen hier werden vervangen. Begin jaren zestig van de 20e eeuw werd geconstateerd dat er groot onderhoud gepleegd moest worden aan deze brug en aan de bruggen 72 en 73. Publieke Werken vond de bruggen van De Greef en Springer toen saai en ze werden vervangen door de historisch beter op hun plaats zijnde boogbruggen, iets wat later "terugrestaureren" werd genoemd of een "architectonische leugen". Brug 71 werd in 1965 vernieuwd, omdat er gewacht moest worden op het gereedkomen van de brug over de iets verder gelegen Weesperstraat. De bruggen werden na oplevering nog voorzien van specifieke belichting. Na die tijd is alleen het wegdek nog een aantal keren opnieuw gelegd.
Opvallend aan de brug is het landhoofd dat in de Prinsengracht lijkt neergezet.

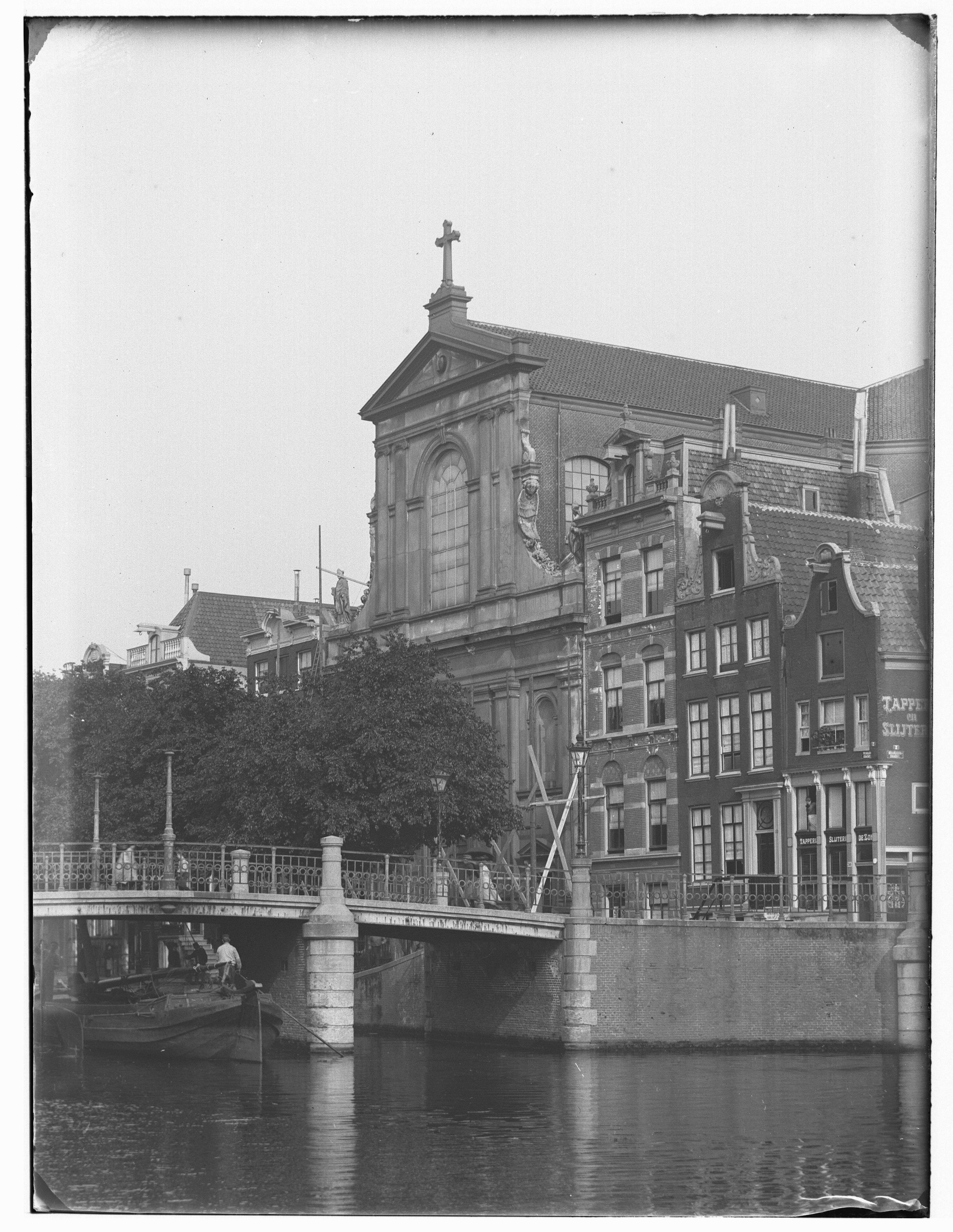
De brug vastgelegd door Jacob Olie (1890)

Lekkeresluis ·
Prinsensluis ·
Leliesluis ·
Nieuwe-Wercksbrug ·
Reesluis ·
Berensluis ·
Brug 66 ·
Angenietje Swartbrug ·
Aalmoezeniersbrug ·
Brug 69 ·
Walenweeshuissluis ·
De Duifbrug ·
Brug 75 ·
Frans Hendricksz. Oetgensbrug
1 · 2 · 3 · 4 · 5 · 6 · 7 · 8 · 9 · 10 · 11 · 12 · 13 · 14 · 15 · 16 · 17 · 18 · 19 · 20 · 21 · 22 · 23 · 24 · 25 · 26 · 27 · 28 · 29 · 30 · 31 · 32 · 34 · 35 · 36 · 37 · 38 · 39 · 40 · 41 · 42 · 43 · 44 · 45 · 46 · 47 · 48 · 49 · 50 · 51 · 52 · 53 · 54 · 55 · 56 · 57 · 58 · 59 · 60 · 61 · 62 · 63 · 64 · 65 · 66 · 67 · 68 · 69 · 70 · 71 · 72 · 73 · 74 · 75 · 76 · 77 · 78 · 79 · 80 · 81 · 82 · 84 · 85 · 86 · 87 · 88 · 89 · 90 · 91 · 92 · 93 · 94 · 95 · 96 · 97 · 98 · 99 · >>>
Brugnummers 33 en 83 zijn niet (meer) vergeven